# Тети Кјарамели (Кунео)
Тети Кјарамели је насеље у Италији у округу Кунео, региону Пијемонт.
Према процени из 2011. у насељу је живело 56 становника. Насеље се налази на надморској висини од 323 м.